# مالوین راسل گود
مالوین راسل گود (انگلیسی: Malvin Russell Goode; ۱۳ فوریهٔ ۱۹۰۸ – ۱۲ سپتامبر ۱۹۹۵) روزنامه‌نگار و خبرنگار تلویزیونی آمریکایی آفریقایی‌تبار اهل ایالات متحده آمریکا بود.

## آموزش و کار اولیه
مالوین راسل گود در ویرجینیا متولد شد، در سیستم مدرسه دولتی، پنسیلوانیا تحصیل کرد و از دانشگاه پیتسبرگ در سال ۱۹۳۱ فارغ‌التحصیل شد. در دوران دبیرستان و تا پنج سال پس از فارغ‌التحصیلی به مدت دوازده سال به عنوان کارگر در کارخانجات فولاد کار کرد.
او مبارزه علیه تبعیض را در شاخه‌های پیتسبرگ YMCA هدایت کرد. وی در سال ۱۹۴۸ به روزنامه Pittsburgh Courier پیوست و در آنجا به مدت ۱۴ سال باقی ماند.

## حرفه رادیو و تلویزیون
یک سال بعد او در برنامه رادیویی با رادیو KQV شروع به کار کرد و هفته‌ای دو بار برنامه شبانه ۱۵ دقیقه‌ای را پخش کرد. به زودی او یک نمایش ۵ دقیقه‌ای روزانه در WHOD داشت، جایی که او به عنوان مدیر این ایستگاه در سال ۱۹۵۲ بود.
در سال ۱۹۶۲، او اولین خبرنگار شبکه خبری ABC و به عنوان خبرنگار سازمان ملل متحد (UN) شد. به گفته او این موقعیت را پس از جکی رابینسون بازیکن بیس بال، که اولین بازیکن سیاه در لیگ‌های بزرگ بود، دریافت کرد، نخستین مسئولیت گود شامل بحران موشکی کوبا بود؛ او در طول ساعات طولانی بحث در سازمان ملل متحد با گزارش‌های تلویزیونی و رادیویی خود، خود را متمایز کرد.
برای دو ماه در سال ۱۹۶۳، او به همراه سه نفر از همتایان خود برای انجام دوره‌های روزنامه‌نگاری برای بیش از ۱۰۰ دانشجوی آفریقایی در سمینارها به لاگوس نیجریه، آدیس آبابا، اتیوپی، و دارالسلام تانزانیا رفت.
گود عضو انجمن آلفا فی آلفا (ΑΦΑ) اولین انجمن آفریقایی‌تبار آمریکایی، برادری بود و در سال ۱۹۶۸، ترور مارتین لوتر کینگ جونیور را تحت پوشش قرار داد.
در سال ۱۹۷۱، گود اولین عضو سیاه در انجمن‌های مدیران اخبار رادیو و تلویزیون بود.

## فوت
مالوین گود در ۱۲ سپتامبر ۱۹۹۵ در سن ۸۷ سالگی در پیتسبرگ فوت کرد.